# Ngựa Novokirghiz
Ngựa Novokirghiz là một giống ngựa được phát triển vào những năm 1930 ở Kirghizia (Kyrgyzstan). Nó được phát triển bằng cách lai tạo con Old Kirghiz với giống ngựa Thoroughbred, Russian Don và Anglo-Don. Nó cũng được biết đến với cái tên Novokirgizskaya (tiếng Nga).

## Đặc điểm
Ngựa Novokirghiz nhanh hơn và tinh tế hơn ngựa cổ đại Kirghiz do việc lai tạo nó với ngựa Thoroughbred. Ngựa Novokirghiz có đầu nhỏ, gọn gàng; cổ cơ bắp; vai dốc nổi bật; lưng dài; chân sau dốc; và chân thường thẳng, cứng, ngắn, mạnh mẽ và đầy cơ bắp, không có lông. Những con ngựa giống này gần giống với ngựa Don. Chúng có khả năng đối phó với hầu như bất kỳ loại địa hình nào. Giống ngựa này có sức chịu đựng tốt, sức bền và tính khí năng động.
Những con ngựa này thường có màu nâu đỏ, nâu, màu xám hoặc hạt dẻ, mặc dù chúng có thể có gần như bất kỳ màu nào. Chiều cao của chúng dao động từ 14,2 đến 15,2 tay.

## Lịch sử
Năm 1918, bốn mươi tám con ngựa Thoroughbred được nhập khẩu vào trại ngựa Issyk Kul ở Kirghizia (Kirghistan) và được lai tạo với ngựa Kirghiz cũ. Loài này đã trở thành cố định trong những năm 1930 và 1940. Kể từ đó, nó đã thay thế phần lớn giống ngựa Kirghiz cũ, vốn đến từ các trang trại ngựa của người Mông Cổ ở vùng núi cao của Kirghizia và Kazakhstan. Do lai tạo với giống ngựa Anh thuần chủng, ngựa Novokirghiz đã trở nên nhanh hơn và tinh tế hơn so với ngựa Kirghiz cũ. Các giống khác đã được lai tạo với ngựa Kirghiz cũ để phát triển Novokirghiz là: ngựa Anh Thoroughbred, ngựa (Nga) Don, và ngựa lai Anglo/Don.